# Henriette Dima
Henriette Dima, auch Henny Dima (* 16. Oktober 1873 in Galați; † nach 1916) war eine rumänisch-deutsche Opernsängerin (Sopran).

## Leben
Sie begann ihre Bühnenlaufbahn 1892 am Breslauer Stadttheater, wo sie zwei Jahre verblieb. Hierauf wirkte sie als Gast am Olmützer Stadttheater, von 1895 bis 1898 in Nürnberg und trat sodann in den Verband des Hoftheaters Mannheim und wurde 1900 für das Stadttheater in Riga verpflichtet.
Dima vertrat das Fach der jugendlich dramatischen Sängerin.
Danach lebte sie gastierend in Wien. Von 1903 bis 1904 nahm sie erneut festes Engagement am Deutschen Theater Prag und von 1906 bis 1908 am Nürnberger Stadttheater. Ihre Gastspieltätigkeit danach währte bis in die ersten Jahre des Ersten Weltkrieges.

## Belege
1. ↑  Mannheimer Familienbögen: Dima, Henriette. 19. November 1898.

| Personendaten    | Personendaten                             |
| ---------------- | ----------------------------------------- |
| NAME             | Dima, Henriette                           |
| ALTERNATIVNAMEN  | Dima, Henny                               |
| KURZBESCHREIBUNG | rumänisch-deutsche Opernsängerin (Sopran) |
| GEBURTSDATUM     | 16. Oktober 1873                          |
| GEBURTSORT       | Galați                                    |
| STERBEDATUM      | nach 1916                                 |